# Orthocladius stuckenbergi
Orthocladius stuckenbergi är en tvåvingeart som beskrevs av Freeman 1961. Orthocladius stuckenbergi ingår i släktet Orthocladius och familjen fjädermyggor.
Artens utbredningsområde är Madagaskar. Inga underarter finns listade i Catalogue of Life.